# Internationale Württembergische Hallenmeisterschaften FEMA Ladies Cup 2006
L'Internationale Württembergische Hallenmeisterschaften FEMA Ladies Cup 2006 è stato un torneo di tennis facente parte della categoria ITF Women's Circuit nell'ambito dell'ITF Women's Circuit 2006. Il montepremi del torneo era di $10 000 e si è svolto nella settimana tra il 9 e il 15 gennaio 2006 su campi indoor in cemento. Il torneo si è giocato a Stoccarda in Germania.

## Vincitrici

### Singolare
Renata Voráčová ha sconfitto in finale  Jana Juričová con il punteggio di 6–2, 6–4.

### Doppio
Darija Jurak /  Renata Voráčová hanno sconfitto in finale  Kildine Chevalier /  Julie Coin con il punteggio di 6–2, 6–1.